# Nduma défense du Congo
Le Nduma défense du Congo (NDC), également connu sous le nom de Mai-Mai Sheka est un groupe rebelle basé dans l'est de la république démocratique du Congo,. Il s’agit de l’une des milices rebelles Maï-Maï qui se sont formées pour défendre les villages contre les attaques des forces rwandaises et des groupes rebelles soutenus par le Rwanda. Cependant, le NDC est accusé d'attaques contre toutes les parties impliqués dans les conflits du Kivu, y compris des milices alliés, les Forces armées de la république démocratique du Congo (FARDC) et la MONUSCO, ainsi que de violences sexuelles, de pillages.
Le Nduma défense du Congo est créé en 2009 par Ntabo Ntaberi Sheka, un négociant en minerais d'origine Nyanga. Sheka affirme que le groupe a été formé pour libérer les mines du territoire de Walikale au Nord-Kivu, de l'emprise du gourvernement.
En 2010, selon les Nations Unies, Sheka ordonne un viol de masse d'au moins 387 femmes, hommes et enfants qui se déroule sur une période de trois jours à Walikale,, en représailles de la collaboration supposée des villageois avec les forces armées congolaises. En 2011, Sheka est ajouté à la liste des sanctions du Conseil de sécurité des Nations Unies et un mandat d’arrêt national est émis à son encontre par la république démocratique du Congo.
Le 12 novembre 2012, la localité de Pinga est capturée par le NDC et reste sous son contrôle jusqu'en mars 2013. En novembre 2013, le NDC se retire de Pinga et kidnappe des dizaines de femmes pour en faire des esclaves sexuelles. En juillet 2014, les FARDC lancent une offensive contre le NDC (en) pour reprendre la route Kashebere-Walikale, ainsi que son bastion de Buniyampuli.
En 2014, une scission a lieu au sein du NDC, Guidon Shimiray Mwissa, un adjoint de Sheka, créé un nouveau groupe, le Nduma défense du Congo-Renové (en), de nombreux miliciens du NDC le suivent dans sa dissidence,.
En 2017, Ntabo Ntaberi Sheka se livre à la RDC au Nord-Kivu. Le 24 novembre 2020, un tribunal militaire condamne Sheka à la prison à vie pour crimes de guerre, notamment meurtre, esclavage sexuel et recrutement d'enfants soldats.
Le Conseil de sécurité de l’ONU a documenté de nombreux cas de recrutement d’enfants soldats par le NDC. Selon un rapport de 2014, au moins 33 enfants ont quitté le groupe armé. Ils ont déclaré que leurs rôles comprenaient le transport de munitions et le rôle de talisman, ainsi que celui de « combattants, cuisiniers, cultivateurs de marijuana et collecteurs d'impôts ». Les enfants étaient retenus dans le groupe par un mélange de menaces envers leur famille ou de paiement de 10 à 12 dollars par mois.